# Thlaspi rotundifolium
Thlaspi rotundifolium là một loài thực vật có hoa trong họ Cải. Loài này được (L.) Gaudin miêu tả khoa học đầu tiên năm 1829.